# Dakota City (Nebraska)
Dakota City ist eine Kleinstadt (mit dem Status „City“) und Verwaltungssitz des Dakota County im US-amerikanischen Bundesstaat Nebraska. Das U.S. Census Bureau hat bei der Volkszählung 2020 eine Einwohnerzahl von 2.081 ermittelt.
Dakota City liegt in der Sioux City Metropolitan Area, die sich von Iowa bis in die benachbarten Staaten South Dakota und Nebraska erstreckt.

## Geografie
Dakota City liegt im Nordosten Nebraskas am Missouri River, der die Grenze zu Iowa bildet. Der Schnittpunkt der drei Bundesstaaten Iowa, Nebraska und South Dakota befindet sich 11 km nordnordwestlich. Die Südgrenze Minnesotas verläuft rund 130 km nördlich.
Die geografischen Koordinaten von Dakota City sind 42°24′56″ nördlicher Breite und 96°25′06″ westlicher Länge. Das Stadtgebiet erstreckt sich über eine Fläche von 3,11 km².
Nachbarorte von Dakota City sind South Sioux City (am nördlichen Stadtrand), Sergeant Bluff (13,3 km östlich), Homer (13,8 km südsüdwestlich), Hubbard (15,3 km westsüdwestlich), Jackson (15,3 km westnordwestlich) und Dakota Dunes (19,8 km nordwestlich).
Das Stadtzentrum von Sioux City liegt 10,6 km nordnordöstlich von Dakota City. Die nächstgelegenen weiteren größeren Städte sind die Twin Cities in Minnesota (Minneapolis und Saint Paul) (450 km nordöstlich), Rochester in Minnesota (451 km ostnordöstlich), Cedar Rapids in Iowa (432 km östlich), Iowas Hauptstadt Des Moines (306 km ostsüdöstlich), Nebraskas größte Stadt Omaha (163 km südsüdöstlich), Kansas City in Missouri (449 km in der gleichen Richtung), Nebraskas Hauptstadt Lincoln (195 km südlich) und South Dakotas größte Stadt Sioux Falls (151 km nordnordwestlich).

## Verkehr
Die vierspurig ausgebauten und hier auf einem gemeinsamen Streckenabschnitt verlaufenden U.S. Highways 75 und 77 führen in Nord-Süd-Richtung entlang des westlichen Stadtrandes von Dakota City. Mit der Einmündung in den US 75/77 erreicht der Nebraska Highway 35 seinen östlichen Endpunkt. Alle weiteren Straßen sind untergeordnete Landstraßen, teils unbefestigte Fahrwege sowie innerörtliche Verbindungsstraßen.
Durch den Westen des Stadtgebiets von Dakota City führt in Nord-Süd-Richtung eine Eisenbahnlinie der BNSF Railway.
Mit dem Martin Field Airport befindet sich 8 km nordwestlich ein kleiner Flugplatz für die Allgemeine Luftfahrt. Der nächste Verkehrsflughafen ist der 14 km östlich gelegene Sioux Gateway Airport in Iowa.

## Geschichte
Erstmals durch Weiße entdeckt wurde das Gebiet von Dakota City 1804 von Meriwether Lewis und William Clark. Gegründet wurde Dakota City aber erst im Jahr 1856, nachdem ein Jahr zuvor das Dakota County geschaffen worden war. Ihren Namen erhielt die Stadt zu Ehren der Dacotah-Indianer. Am 5. April 1858 wurde die Stadt offiziell eingetragen.

## Bevölkerung
Nach der Volkszählung im Jahr 2010 lebten in Dakota City 1919 Menschen in 637 Haushalten. Die Bevölkerungsdichte betrug 617 Einwohner pro Quadratkilometer. In den 637 Haushalten lebten statistisch je 2,9 Personen.
Ethnisch betrachtet setzte sich die Bevölkerung zusammen aus 82,4 Prozent Weißen, 0,8 Prozent Afroamerikanern, 1,9 Prozent amerikanischen Ureinwohnern, 4,5 Prozent Asiaten sowie 8,3 Prozent aus anderen ethnischen Gruppen; 2,1 Prozent stammten von zwei oder mehr Ethnien ab. Unabhängig von der ethnischen Zugehörigkeit waren 29,3 Prozent der Bevölkerung spanischer oder lateinamerikanischer Abstammung.
29,3 Prozent der Bevölkerung waren unter 18 Jahre alt, 60,9 Prozent waren zwischen 18 und 64 und 9,8 Prozent waren 65 Jahre oder älter. 48,9 Prozent der Bevölkerung waren weiblich.
Das mittlere jährliche Einkommen eines Haushalts lag bei 55.694 USD. Das Pro-Kopf-Einkommen betrug 21.210 USD. 13,3 Prozent der Einwohner lebten unterhalb der Armutsgrenze.

## Bekannte Bewohner
- George Calhoun Crowther (1849–1914) – republikanischer Abgeordneter des US-Repräsentantenhauses (1895–1897) – aufgewachsen in Dakota City
- Robert E. Evans (1856–1925) – republikanischer Abgeordneter des US-Repräsentantenhauses (1919–1923) – begann seine Karriere als Anwalt in Dakota City
- Ralph F. Beermann (1912–1977) – republikanischer Abgeordneter des US-Repräsentantenhauses (1963–1965) – geboren und aufgewachsen sowie beigesetzt in Dakota City